# Штрамбершке уши
Штрамбершке уши (у прошлости и Uši Tatarských) су у облику корнета који се традиционално пече у моравском граду Штрамберку и околини. Од 2000. само производи направљени на територији града Штрамберка могу носити тај назив. У 2006. у граду је радило осам лиценцираних произвођача, а почетком исте године Чешка је добила прелиминарну сагласност Европске комисије за доделу географске ознаке порекла за овај прехрамбени производ. Од почетка 2007. Штрамбершке уши су први чешки прехрамбени производ којем је ЕУ додељивала ову заштиту у оквиру стандардне процедуре.

## Легенда о пореклу слаткиша
Према локалној легенди, настанак се везује за поход Монгола 1241. године, када је непријатељска војска подигла логор у подножју оближњег брда Котоуч. Према легенди, након ноћне олује, локални становници су копали кроз брану рибњака и загрејали кревете. Када се вода повукла, на лицу места су пронађене вреће са усољеним људским ушима, које су Монголи одсекли од хришћана и послали свом кану. Поред гласина о тим биткама са Татарима, локално становништво је сваке године на Вазнесење Господње одржавало Штрамберско ходочашће током којег су пекли медењаке „уши и руке”, а касније само „татарске уши” које је први пут писмено споменуо Грегор Волни 1835.